# Academia de Ciencias Policiales
La Academia de Ciencias Policiales de Carabineros es la academia superior de Carabineros de Chile, donde se forman los oficiales para ejercer el alto mando y poder optar a los grados superiores de Carabineros. También se imparten las carreras de Ingeniería en Gestión Integral de Seguridad, Ingeniería en Tránsito y Transporte e Ingeniería en Logística y Finanzas para Carabineros. Su actual director es el coronel Claudio Henríquez Valenzuela.

## Historia
Por medio del Decreto Supremo N° 5.941 del 5 de diciembre de 1939, se creó el Instituto Superior de Carabineros a partir del 1° de enero de 1940, con la finalidad de "acrecentar los conocimientos de los mejores Oficiales de la Institución". 
El Reglamento Orgánico N.º 28 del Instituto Superior de Carabineros, aprobado por D.S. N° 382 del 30 de enero de 1940, estableció los requisitos exigibles a los Oficiales para incorporarse al plantel como alumnos, el número de los mismos, las asignaturas comprendidas y las condiciones de aprobación de los cursos, así como la duración de éstos, que quedó establecida en dos años. 
Posteriormente comenzaron a ser aceptados oficiales de policías de diversos países de América, Europa y Asia. En el Instituto Superior se han graduado Oficiales procedentes de Argentina, Bolivia, Brasil, Colombia, Costa Rica, Corea del Sur, República Dominicana, Ecuador, El Salvador, España, Francia, Guatemala, Haití, Honduras, Italia, Nicaragua, Panamá, Paraguay, Uruguay y Venezuela. 
La Orden General N° 510 del 12 de noviembre de 1987, cambió la denominación del Instituto Superior de Carabineros por la de Instituto Superior de Ciencias Policiales y la Ley Orgánica Constitucional de Enseñanza N° 18.962, del 10 de marzo de 1990, reconoció al Instituto Superior de Ciencias Policiales de Chile como institución de educación superior. Esto reorganizó el plantel y le permitió desarrollar actividades docentes, de extensión y de investigación, propias de las Universidades, para formar profesionales y técnicos, pudiendo otorgar grados académicos de Licenciado, Magíster y Doctor. 
De inmediato se crearon las carreras de Ingeniería en Tránsito y Transporte y de Ingeniería de Investigación Criminal. En corto tiempo también se habilitarían los laboratorios de física, química, biología, topografía e informática. 
Desde el 21 de agosto de 1998, pasa a denominarse Academia de Ciencias Policiales de Carabineros de Chile, conforme a la Ley N° 19.584, que modifica la Ley N° 18.962 Orgánica Constitucional de Enseñanza.

## Ubicación
En sus comienzos, el entonces Instituto Superior funcionaba en una casona de la calle Victoria Subercaseaux, frente al cerro Santa Lucía. Tras veinte años fue trasladado a una mansión en la avenida Irarrázaval y Montenegro. Desde 1977 funciona en su cuartel de Charles Hamilton N.º 9798.

## Actividad
La Academia de Ciencias Policiales (ACIPOL) fue creada como un plantel de estudios superiores de equivalencia universitaria, para promover el perfeccionamiento de oficiales y a la selección de futuros Jefes Superiores de la Institución. 
Otorga el título de "Oficial Graduado en Ciencias Policiales" y el de "Oficial de Intendencia Contralor" y los grados académicos de "Licenciado en administración superior de carabineros" y "Licenciado en administración superior de finanzas públicas", respectivamente, a los alumnos de Chile o extranjeros que aprueben sus respectivos cursos. 
La Academia también desarrolla programas y actividades docentes, orientadas a otorgar los grados académicos de "Magíster en ciencias policiales" y "Magíster en criminología", a Oficiales Jefes de Orden y Seguridad graduados y a oficiales extranjeros que cuenten con un título profesional o equivalente. 